# Molgula contorta
Molgula contorta är en sjöpungsart som beskrevs av Sluiter 1898. Molgula contorta ingår i släktet Molgula och familjen kulsjöpungar. Inga underarter finns listade i Catalogue of Life.